# Reporter der Liebe
Reporter der Liebe (Originaltitel: Teacher’s Pet) ist eine US-amerikanische Filmkomödie des Regisseurs George Seaton aus dem Jahr 1958. Deutschland-Premiere war am 19. Dezember 1958.

## Handlung
James Gannon, der Redakteur einer New Yorker Zeitung, ist der Meinung, für einen guten Journalisten sei die Universitätsausbildung verschwendete Zeit. Im Zeitungsgeschäft zähle nur die Erfahrung. Erica Stone ist Dozentin für Journalismus an der örtlichen Universität und fragt ausgerechnet Gannon, ob der vor einer Abendschulklasse sprechen wolle. Gannon schreibt kurzerhand einen Brief an die Dozentin, in der er seinen Standpunkt vertritt. Doch sein Chefredakteur schickt ihn zu der Universität. Gannon sieht, wie attraktiv die Dozentin ist, kann den Brief aber nicht mehr aufhalten. Erica liest den Brief der Klasse laut vor.
Gannon beschließt, der Klasse als der angebliche Geschäftsmann Jim Gallagher beizutreten. Die Dozentin ist von ihrem neuen Schüler begeistert, sie hält ihn für einen äußerst begabten Journalismusstudenten. Gannon fühlt sich immer mehr zu Erica hingezogen, macht aber mit seiner List weiter. Zudem muss er sich des Psychologen Dr. Pine, der, so glaubt Gannon, ebenfalls ein Auge auf Erica geworfen hat, erwehren und sich auch noch um seine eigene Freundin, eine Sängerin, kümmern. Als Erica die wahre Identität Gannons herausfindet, will sie sich von ihm abwenden. Doch mit Hilfe von Dr. Pine finden die beiden wieder zueinander. Sie akzeptieren ihre gegenseitigen Standpunkte und verstehen einander.

## Hintergrund
Fay und Michael Kanin hatten das Drehbuch zunächst als Drama konzipiert. Erst als sie kein Produktionsstudio finden konnten, schrieben sie es zu einer Komödie um.
Michael Kanin wurde schon 1942 mit dem Oscar geehrt. Szenenbildner Hal Pereira wurde zwischen 1953 und 1964 jedes Jahr für mindestens eine Arbeit für den Oscar nominiert, 1955 und 1964 sogar für drei Filme parallel. Gewonnen hat er den Oscar nur einmal im Jahr 1956. Sein Kollege Sam Comer konnte im Laufe seiner Karriere vier Oscars nach Hause mitnehmen (1946, zweimal 1951 und 1956). Für die Kostüme war die achtfach oscarprämierte Edith Head verantwortlich. Farciot Edouart war für die Spezial-Effekte zuständig. Neben zwei Oscars für seine Filmarbeiten wurden ihm sieben Spezialoscars für seine Entwicklungen auf dem Gebiet der Kameratechnik und Fotografie verliehen.

## Kritiken
Für den film-dienst war Reporter der Liebe eine „[r]outiniert inszenierte Doris-Day-Komödie“. Das Urteil von Cinema lautete: „Locker und sehr amüsant.“ Das Videofilmportal videobuster.de sprach von einer „Spitzenkomödie“ und kreierte dazu einen neuen Slogan: „Alles klar, Klasse? Heute konjugieren wir ‚lachen‘.“

## Auszeichnungen
Nominierungen Oscarverleihung 1959:
- Bester Nebendarsteller – Gig Young
- Bestes Originaldrehbuch – Fay Kanin, Michael Kanin

Nominierungen Golden Globe 1959:
- Bester Film – Komödie oder Musical
- Bester Nebendarsteller – Gig Young

Die Evangelische Filmgilde wählte den Film im Januar 1959 zum Film des Monats.

## Synchronisation
| Rolle                    | Darsteller      | Synchronsprecher      |
| ------------------------ | --------------- | --------------------- |
| James Gannon / Gallagher | Clark Gable     | Siegfried Schürenberg |
| Erica Stone              | Doris Day       | Edith Schneider       |
| Dr. Pine                 | Gig Young       | Harry Wüstenhagen     |
| Peggy DeFore             | Mamie Van Doren | Margot Leonard        |
| Barne Kovac              | Nick Adams      | Ernst Jacobi          |
| Lloyd Crowley            | Harry Antrim    | Alfred Balthoff       |